# Spiniphora variegata
Spiniphora variegata är en tvåvingeart som beskrevs av Borgmeier 1961. Spiniphora variegata ingår i släktet Spiniphora och familjen puckelflugor. Inga underarter finns listade i Catalogue of Life.